# Prien am Chiemsee
Prien am Chiemsee település a Felső-Bajorország szívében található a Chiemsee partján.
Klimatikus gyógyhely az Alpok lábánál, München és Salzburg között. Lévén Bajorországban egyetlen ilyen, idegenforgalma számottevő. Prient a 12. század közepén (1158 körül) alapították a falkensteini grófok közigazgatási központként. A Prien név a kelta Briegenna – „a hegyekből érkező” – névből származik.
Prien a többi településsel ellentétben sokáig elsősorban kézművesek települése volt. Lakosainak száma hosszú ideig stabil, változatlan maradt. A 19. század elején csak 300 lakosa volt. Ma lakosainak száma 10 000 fő. A gyors fejlődés a (Salzburg)-Rosenheim–München-vasútvonal 1860-as megnyitásának köszönhető. Akkor indult meg az idegenforgalom fejlődése is. A Chiemseen hajózás is kiépült (a tó fő kikötője Prien), továbbá számos szálloda és panzió épült fel. Ma a turizmus (a kereskedelem és ipar mellett) a fő bevételi forrását jelenti az 1897-ben várossá emelkedett településnek. Prient jól kiépített infrastruktúra jellemzi: kerületi kórház, női magánklinika, 3 gyógyklinika, közép- és főiskola. Prien lakói különösen büszkék a Goethe Főiskolára, amely már 30 éve működik. Sokoldalú a kulturális, zenei és sportolási kínálat. A 110 egyesület és csoport számos lehetőséget kínál. Van képgaléria, „hazai múzeum”, sportcsarnok és a „Prienavera” élményfürdő.

## Népesség
| Lakosok száma | 1243 | 5676 | 7497 | 8682 | 10 075 | 10 355 | 10 647 | 10 773 | 10 950 | 11 262 |
|               | 1875 | 1950 | 1975 | 1987 | 2012   | 2014   | 2016   | 2017   | 2021   | 2023   |